# Hapag-Lloyd Express
Hapag-Lloyd Express znane również pod nazwą HLX.com - założone w 2002 roku, niemieckie tanie linie lotnicze obsługujące głównie loty czarterowe. W styczniu 2007 roku Hapag-Lloyd Express i Hapag-Lloyd Flug zostały połączone i obecnie latają jako TUIfly.

## Flota
Przewoznik dysponował dziewiętnastoma samolotami: 17 Boeingów 737 i 2 Fokkery F100